# Frivilligcentre & Selvhjælp Danmark
Frivilligcentre & Selvhjælp Danmark (FriSe) er en landsdækkende forening for 82 lokale frivilligcentre og selvhjælpsorganisationer.

## Historie
FriSe blev dannet i 2004 ved en sammenlægning af Fællesforeningen for selvhjælp og frivillighedsformidling og Landsforeningen af frivilligcentraler (LaF).
FriSe har siden 2018 været med til at udpege et medlem af det nationale Frivilligråd.

## Indsatser
FriSe arbejder bredt med at udvikle og understøtte deres medlemsforeninger, som alle skaber lokale fællesskaber gennem frivillige kræfter. Derudover har FriSe også egne indsatser for at skabe hjælp til selvhjælp blandt mennesker, der står i svære livssituationer. FriSe driver årligt mere end 900 samtalegrupper ude lokalt, hvor mennesker sammen kan tale om deres udfordringer i grupper med andre, der står i samme situation.
FriSe huser også udviklingen og driften af Danmarks største portal for frivilligt arbejde Frivilligjob.dk og brobygningsværktøjet Socialkompas.